# Butler Institute of American Art
Le Butler Institute of American Art est un musée consacré à l'art américain situé à Youngstown (Ohio).